# متحف الحرب الإمبراطوري
متحف الحرب الإمبراطوري (بالإنجليزية:  Imperial War Museum)‏ هو متحف وطني بريطاني، هذه المنظمة لها خمسة فروع في أنحاء إنجلترا، توجد ثلاثة منهم في مدينة لندن. تأسست باسم متحف الحرب الإمبراطوري في عام 1917، كان المقصود من هذا المتحف هو تسجيل المجهود الحربي المدني والعسكري والتضحية التي قامت بها بريطانيا والإمبراطورية في أثناء الحرب العالمية الأولى يبلغ عدد زواره سنويا 2271013 زائر.